# Original Foreign Mind
Original Foreign Mind – drugi album studyjny Juniora Reida, jamajskiego wykonawcy muzyki roots reggae i dancehall.
Płyta została wydana w roku 1985 wspólnym nakładem wytwórni Harry J Records i Sunset Records. Nagrania zarejestrował w studiach Harry’ego J oraz Channel One w Kingston Sugar Minott, który zajął się też produkcją krążka. Reidowi akompaniowali muzycy sesyjni z zespołu The Black Roots Band. W roku 2007 nakładem J.R. Productions, własnej wytwórni Reida, ukazała się reedycja albumu na CD.

## Lista utworów (Harry J)

### Strona A
1. "Junior Nature"
2. "Black Man Seed"
3. "Original Foreign Mind"
4. "Wrap A Draw"
5. "Rub A Dub It"

### Strona B
1. "Thank You"
2. "Hunts Bay"
3. "Love Mama"
4. "If You Would Be Mine"
5. "What Did You Know"

## Lista utworów (Sunset)

### Strona A
1. "Original Foreign Mind"
2. "Love Mama"
3. "Hunts Bay"
4. "Sensie A Medicine"
5. "Rub A Dubbing"

### Strona B
1. "If You Would Be Mine"
2. "What Do You Know"
3. "Black Man Seed"
4. "Junior Nature"
5. "Cool Breeze Blowing"